# Eiphosoma paraguaiense
Eiphosoma paraguaiense är en stekelart som beskrevs av Joseph Augustine Cushman 1931. Eiphosoma paraguaiense ingår i släktet Eiphosoma och familjen brokparasitsteklar. Inga underarter finns listade i Catalogue of Life.